# 春陽温泉
座標: 北緯24度01分30秒 東経121度09分58秒 / 北緯24.0250219度 東経121.1660329度
春陽温泉（しゅんようおんせん、旧名は桜温泉）は南投県仁愛郷春陽村、春陽部落付近にある温泉。近くには廬山温泉もある。塔羅湾渓と濁水渓の交点に位置する河原一帯を指し、古くは河原を掘ればどこからでも温泉が湧いたという。現在は護岸工事の影響などで湧出箇所が減少している。

## 泉質
無色透明、無味無臭。泉温は65℃前後、水素イオン濃度約7.5、弱アルカリ性炭酸泉。

## 歴史
もともとはセデック族タロワン社 (Tarowan) の領地だった。桜の名所であることから、日本統治時代に桜温泉と命名された。

## アクセス
埔里より南投客運の廬山温泉もしくは廬山行きのバスで春陽バス停を下車した後、徒歩5 - 40分。